# 그뢰브너 기저
가환대수학에서 그뢰브너 기저(Gröbner基底, 영어: Gröbner basis)는 다항식환의 아이디얼의 여러 성질들을 쉽게 계산할 수 있게 하는 부분집합이다.

## 정의
{\displaystyle n}개의 변수 {\displaystyle (x_{1},\dots ,x_{n})}에 대한 단항식(單項式, 영어: monomial)은
{\displaystyle x_{1}^{m_{1}}x_{2}^{m_{2}}\cdots x_{n}^{m_{n}}\qquad (m_{1},\dots ,m_{n}\in \mathbb {N} =\mathbb {Z} ^{+}\cup \{0\})}
과 같은 꼴의 다항식이다. {\displaystyle n}개 변수에 대한 단항식 순서(單項式順序, 영어: monomial order)는 다음 성질들을 만족시키는, 단항식 집합 위의 전순서 {\displaystyle \leq }이다. 모든 단항식 {\displaystyle M,N,P}에 대하여,
- {\displaystyle M<N\iff MP<NP}
- {\displaystyle M<MP}

체 {\displaystyle K}에 대한 다항식환 {\displaystyle K[x_{1},\dots ,x_{n}]}을 생각하자. 그렇다면 다항식 {\displaystyle p\in K[x_{1},\dots ,x_{n}]}은, 단항식의 {\displaystyle K}-선형 결합으로 표현할 수 있다. 단항식 순서 {\displaystyle \leq }에 대한 다항식 {\displaystyle p}의 최고차항(영어: leading term) {\displaystyle \operatorname {lt} p}은 {\displaystyle p}를 구성하는 단항식들 가운데, 단항식 순서 {\displaystyle \leq }에 대하여 가장 큰 단항식이다.
아이디얼 {\displaystyle {\mathfrak {a}}\subseteq K[x_{1},\dots ,x_{n}]}와 단항식 순서 {\displaystyle \leq }가 주어졌다고 하자. 만약 다항식 집합 {\displaystyle G\subset {\mathfrak {a}}}의 최고차항들로 생성되는 아이디얼 {\displaystyle (\operatorname {lt} G)}가 {\displaystyle {\mathfrak {a}}}의 최고차항으로 생성되는 아이디얼 {\displaystyle (\operatorname {lt} {\mathfrak {a}})}와 일치한다면, {\displaystyle G}를 {\displaystyle {\mathfrak {a}}}의 그뢰브너 기저라고 한다.
{\displaystyle (\operatorname {lt} {\mathfrak {a}})=(\operatorname {lt} G)}

## 역사
브루노 부흐베르거(독일어: Bruno Buchberger)가 박사 학위 논문에서 1965년에 정의하고, 이를 계산하는 알고리즘을 발표하였다. "그뢰브너 기저"라는 이름은 부흐베르거의 박사 과정 지도 교수 볼프강 그뢰브너(독일어: Wolfgang Gröbner)의 이름을 딴 것이다.